# Aníbal Sánchez Fraile
Aníbal Sánchez Fraile (Robliza de Cojos, 1903-Salamanca, 1971) fue un religioso, organista, compositor y folclorista español.

## Biografía
Sánchez Fraile recibió formación eclesiástica en el Seminario Pontificio de Salamanca. En 1925, mientras estudiaba Teología en la Universidad Pontificia de Salamanca (UPSA) obtuvo la plaza de organista de la Catedral de Astorga y fue nombrado profesor de música del seminario. En 1928, dos años después de ser ordenado sacerdote, ganó la oposición de organista de la Catedral de Salamanca. Ocupó este puesto durante cerca de cuarenta años. En 1931 se licenció en Teología y en 1935 hizo la carrera oficial de música en el Real Conservatorio de Madrid, con estudios de solfeo, piano, armonía y composición; ese mismo año fue designado profesor de Historia de la Música y Estética. En 1943 ya tenía a su cargo la dirección de la llamada "Masa Coral de Salamanca", una de las agrupaciones artísticas más importantes de España, formada por ciento cincuenta ejecutantes, que se presentaron en el Teatro Madrid para participar en un concurso nacional de folclore. Tras doctorarse en 1944 en la Pontificia salmantina, al año siguiente ganó por oposición la cátedra de Historia de la Música española en el Conservatorio de Madrid. Fue profesor de Armonía y especial de música en la Escuela Normal de Maestros de Salamanca desde 1957 hasta 1967, año en que fue nombrado catedrático. Fue autor de numerosas composiciones religiosas y folclóricas. Destaca especialmente la obra Nuevo Cancionero Salmantino, publicada en 1943.